# Kot Danda
Kot Danda – gaun wikas samiti w zachodniej części Nepalu w strefie Karnali w dystrykcie Mugu. Według nepalskiego spisu powszechnego z 2011 roku liczył on 301 gospodarstw domowych i 1812 mieszkańców (921 kobiet i 891 mężczyzn).